# Нижны-Кручов
Нижны-Кручов (словац. Nižný Kručov) — село и одноимённая община в районе Вранов-над-Топлёу Прешовского края Словакии. В письменных источниках начинает упоминаться с 1327 года.

## География
Село расположено в южной части края, в пределах Восточнословацкой низменности, на левом берегу реки Топли, при автодороге 3617. Абсолютная высота — 138 метров над уровнем моря. Площадь муниципалитета составляет 3,7 км².

## Население
| Год:                | 1994 | 2004    | 2014    | 2024    |
| ------------------- | ---- | ------- | ------- | ------- |
| Количество человек: | 385  | 387     | 418     | 386     |
| Разница:            |      | +0,51 % | +8,01 % | −7,65 % |

По данным последней официальной переписи 2011 года, численность населения Нижны-Кручова составляла 415 человек.